# 神前暁
神前 暁（こうさき さとる、1974年9月16日 - ）は、日本の作曲家、編曲家、音楽プロデューサー。MONACA所属。大阪府豊中市出身。

## 経歴
音楽好きの両親のもとに生まれ、ヤマハ音楽教室に3歳から小学校5年生まで通ってピアノを習う。中学校では吹奏楽部に入り、トランペットを担当し、高校まで続けていた。
京都大学時代には作曲サークルの「吉田音楽製作所」に所属し、同人活動として作曲を行っていた。1期下の後輩に柴那典がいた。また、大阪教育大学附属高等学校池田校舎の同級生であった山本寛が京都大学アニメーション同好会にて監督した自主制作の特撮実写映画『怨念戦隊ルサンチマン』のBGMを手がけた他、同作にパンピー帝国のコムーロ大帝役（名義はローリー神前）として出演した。
大学卒業後に株式会社ナムコ（現：株式会社バンダイナムコエンターテインメント）にサウンドクリエイターとして所属し、『鉄拳』シリーズ、『ことばのパズル もじぴったん』など多数の作品を手掛けた。なお、『太鼓の達人』シリーズに「ワンダーモモ」を収録する際、神前は新録版の歌唱を桃井はるこに依頼し、「ワンダーモモーイ」として収録した。
ナムコ在籍中に、同社の音楽担当らが作る同人音楽サークルnanosoundsのメンバーとして活動していたこともある。
2005年に「より幅広いフィールドで音楽活動を行いたい」という理由によりナムコを退社し、ナムコで同じサウンドクリエーターとして所属していた岡部啓一の立ち上げたMONACAに所属するようになった。
その後、BGM等を担当した、アニメ『涼宮ハルヒの憂鬱』にて注目を浴び、挿入歌として使用された『涼宮ハルヒの詰合』はオリコンチャート5位を記録し、アニメ『らき☆すた』オープニングテーマ「もってけ!セーラーふく」で、自身最高のオリコンチャート2位を記録した。
本人が手掛けた作品のサウンドトラックの商品化は「初回特典」という形で付属することが多く（『涼宮ハルヒの憂鬱』や『らき☆すた』などがこれにあたる）、初回版を所有していない人からすれば、ほとんど触れる機会がなかったといえる（一般販売は『俺の妹がこんなに可愛いわけがない』のサウンドトラックが初とされ、同商品の宣伝時にフィーチャーされた）。
2019年、平成アニソン大賞で「God knows...」が編曲賞（2000-2009年）、「恋愛サーキュレーション」がキャラクターソング賞（2000-2009年）、「READY!!」がキャラクターソング賞（2010-2019年）、「M@STERPIECE」が映画主題歌賞（2010-2019年）に選出された。
2020年3月18日には作曲家デビュー20周年を記念して「神前 暁 20th Anniversary Selected Works “DAWN”」が発売された。

## 人物
アニメが好きで小さい頃、NHKの『ニルスの不思議な旅』や『スプーンおばさん』を見ており、『スプーンおばさん』のエンディングテーマで筒美京平作曲の『リンゴの森の子猫たち』を気に入っていた。

## 主な作品

### 映画
- 『私の優しくない先輩』（2010年夏、アスミック・エース）
  - BGM
  - 主題歌「MajiでKoiする5秒前」（編曲）
  - 挿入歌「苺色のきもち」（作曲・編曲）
  - 挿入歌「大大大スキ!」（作曲・編曲）

### テレビドラマ
- 満願 第1夜「万灯」、第2夜「夜警」（2018年8月14・15日、NHK総合）

### ゲーム
- 『鉄拳』シリーズ
  - BGM
  - 『鉄拳5』主題歌「SPARKING」（作曲・編曲）

- 『R:RACING EVOLUTION』
  - BGM

- 『アクアラッシュ』
  - BGM

- 『ことばのパズル もじぴったん』シリーズ
  - BGM
  - 挿入歌「ふたりのもじぴったん」（作曲・編曲）
  - 挿入歌「じゅもんをあげるよ」（作曲・編曲）
  - 挿入歌「わーずわーずの魔法」（作詞・作曲・編曲・歌）
  - 挿入歌「Piacevole!」（作詞・作曲・編曲・歌）
  - 挿入歌「Bedtime Puzzler」（作曲・編曲）

- 『ミスタードリラードリルランド』
  - OP主題歌「すすめ！ ドリラー」（トランペット）

- 『ゆめりあ』
  - BGM

- 『ゼノサーガ フリークス』
  - 挿入歌「estrellita」（作曲・編曲）
  - 挿入歌「[ai]」（作曲・編曲）
  - 挿入歌「ふたりのぜのぴったん」（作曲・編曲）

- 『THE IDOLM@STER』（アーケード / コンシューマ含む）
  - 挿入歌「魔法をかけて!」（作詞・作曲・編曲）
  - 挿入歌「GO MY WAY!!」（作曲・編曲）[11]
  - 挿入歌「My Best Friend」（トランペット）
  - ラジオ主題歌「Urgent!!!」（作曲・編曲）
  - ラジオ主題歌「Okey-dokey」（作曲・編曲）
  - キャラクターソング「キラメキラリ」（作曲・編曲）
  - キャラクターソング「空」（作曲・編曲）
  - ラジオ主題歌「FO(U)R」（作曲・編曲）
  - 挿入歌「my song」（作曲・編曲）
  - 『DearlyStars』主題歌「"HELLO!!"」（作曲・編曲）
  - 挿入歌「LOST」（作曲・編曲）
  - 『スターリットシーズン』挿入歌「GR@TITUDE」（作曲・編曲）

- 『太鼓の達人』シリーズ
  - OP主題歌「響け!太鼓の達人」（作曲・編曲）
  - 「白鳥の湖〜still a duckling〜」（編曲・トランペット）
  - 「きっと もっと ずっと」（編曲・コーラス）
  - 「合体!ドンレンジャーロボ」（編曲・トランペット）
  - 「かつとマリ子の絵かきうた」（トランペット）
  - 「虹色・夢色・太鼓色」（トランペット）
  - 「太鼓の達人ドドンがレッドメドレー」（トランペット）
  - 「太鼓の達人・愛のテーマ」（トランペット）

- 『塊魂』シリーズ
  - 挿入歌「塊オンザロック」（トランペット）
  - 挿入歌「塊オンザスウィング」（トランペット）
  - 挿入歌「塊オンザファンク」（トランペット）
  - 挿入歌「ベイビーユニバース」（トランペット）
  - 挿入歌「BOYFRIEND A GOGO」（トランペット）

- 『涼宮ハルヒの約束』
  - BGM

- 『らき☆すた 〜陵桜学園 桜藤祭〜』
  - OP主題歌「ハマってサボっておーまいがっ!」（作曲・編曲）

- 『シークレットゲーム -KILLER QUEEN-』
  - OP主題歌「シークレットゲーム」（作曲）

- 『初音ミク -Project DIVA-』
  - OP主題歌「The secret garden」（作曲・編曲）
  - 挿入歌「Dear cocoa girls」（作曲・編曲）

- 『セキレイ 〜未来からのおくりもの〜』
  - ED主題歌「SURVIVE BABY SURVIVE!」（作曲・編曲）

- 『MMORPG　Rappelz』
  - BGM（一部 作曲）[12]

- 『探偵オペラ ミルキィホームズ』
  - OP主題歌「雨上がりのミライ」（作曲・編曲）
  - ED主題歌「聞こえなくてもありがとう」（作曲・編曲）

- 『〈物語〉シリーズ ぷくぷく』
  - OP主題歌「wicked prince」（作曲・編曲）

- 『BLUE PROTOCOL』
  - 挿入歌「星の彼方へ」（作曲・編曲）[13]

### アニメ
- 『MUNTO〜時の壁を越えて〜』
  - BGM
  - 主題歌「時の壁を越えて」（作詞・作曲・編曲）

- 『涼宮ハルヒの憂鬱』
  - BGM
  - 第一話OP主題歌「恋のミクル伝説」（作曲・編曲）
  - 挿入歌「God knows...」（作曲・編曲）
  - 挿入歌「Lost my music」（作曲・編曲）
  - ドラマCD BGM
  - ドラマCD主題歌「First Good-Bye」（作曲・編曲）

- 『らき☆すた（OVA含む）』
  - BGM
  - OP主題歌「もってけ!セーラーふく」（作曲・編曲）
  - ラジオOP主題歌「曖昧ネットだーりん」（作曲・編曲）
  - ラジオED主題歌「こねらぶ☆みっしょん」（作曲・編曲）
  - 挿入歌「三十路岬」（作曲・編曲）
  - 挿入歌カップリング「夢結びの雨」（作曲・編曲）
  - キャラクターソング「コスって!オーマイハニー」（作曲・編曲）
  - キャラクターソング「悠長戦隊ダラレンジャー」（作曲・編曲）
  - キャラクターソング「萌え要素ってなんですか?」（編曲）
  - キャラクターソング「最大聖地カーニバル」（作曲・編曲）
  - ED主題歌「俺の忘れ物-完全版-」（編曲）
  - ED主題歌「かおりんのテーマ-完全版-」（編曲）
  - ED主題歌「シカイダーの唄-完全版-」（編曲）
  - ED主題歌「恋のミノル伝説」（作曲）
  - キャラクターソング「みんなで5じぴったん」（作曲・編曲）
  - キャラクターソング「ロリィタ帝国ビショージョ大帝」（作曲・編曲）
  - キャラクターソング「幸せ願う彼方から」（作曲・編曲）
  - リミックスCD「組曲「らき☆すた動画」」（作曲・編曲）
  - OVA主題歌「愛をとりもどせ!!」（編曲）
  - OVA挿入歌「アタックNo.1のテーマ」（編曲）
  - キャラクターソング「有頂天がとまらない」（作曲・編曲）
  - 挿入歌「Gravity」（作詞・作曲・編曲）
  - ラジオOP主題歌「三十路坂」（作曲・編曲）
  - キャラクターソング「愛だぜ、店長!」（作曲・編曲）
  - キャラクターソング「えみりんのテーマ」（編曲）
  - キャラクターソング「蛇と蛙」（編曲）

- 『ペンギン娘♥はぁと』
  - OP主題歌「恋愛自由少女♀」（作曲・編曲）

- 『セキレイ』
  - OP主題歌「セキレイ」（作曲・編曲）
  - ED主題歌「Dear sweet heart」（作曲・編曲）
  - ラジオ主題歌「たまんない! KISS OR DIE!?」（作曲・編曲）

- 『狂乱家族日記』
  - ED主題歌「THE PITFALLS workaholic mix」（編曲）

- 『かんなぎ』[14]
  - BGM
  - OP主題歌「motto☆派手にね!」（作曲・編曲）
  - ED主題歌「産巣日の時」（作曲・編曲）
  - 挿入歌「イチバンボシ」（作曲・編曲）
  - 挿入歌「I believe you forever」（作曲・編曲）
  - 挿入歌「君とランナウェイ」（作曲・編曲）
  - 挿入歌「アモーレ青春」（作曲・編曲）
  - 挿入歌「ハロー大豆の歌」（編曲）
  - 挿入歌「純♥愛・ジェネレーション」（作曲・編曲）
  - 挿入歌「Delicateにラブ・ミー・プリーズ」（作曲・編曲）
  - ED主題歌「しりげやのテーマ」（作詞・作曲・編曲）
  - キャラクターソング「最後のラブレター」（作曲・編曲）[15]

- 『空を見上げる少女の瞳に映る世界』
  - BGM
  - 挿入歌「モンタローのうた」（作曲・編曲）
  - イメージソング「パラノイア」（作曲）

- 『涼宮ハルヒちゃんの憂鬱』&『にょろーん ちゅるやさん』
  - BGM
  - OP主題歌「いままでのあらすじ」（作曲・編曲）
  - ED主題歌「あとがきのようなもの」（作曲・編曲）

- 『天上人とアクト人最後の戦い』
  - BGM

- 『涼宮ハルヒの憂鬱（2009年版）』
  - BGM
  - OP主題歌「Super Driver」（作曲・編曲）

- 『化物語』
  - BGM
  - 『ひたぎクラブ』  OP主題歌「staple stable」（作曲・編曲）
  - 『まよいマイマイ』OP主題歌「帰り道」（作曲・編曲）
  - 『するがモンキー』OP主題歌「ambivalent world」（作曲・編曲）
  - 『なでこスネイク』OP主題歌「恋愛サーキュレーション」（作曲・編曲）
  - 『つばさキャット』OP主題歌「sugar sweet nightmare」（作曲・編曲）

- 『涼宮ハルヒの消失』
  - BGM （MONACAと共同）

- 『WORKING!!』
  - OP主題歌「SOMEONE ELSE」（作曲・編曲）
  - ED主題歌「ハートのエッジに挑もう Go to Heart Edge」（作曲・編曲）

- 『セキレイ〜Pure Engagement〜』
  - ED主題歌「おんなじきもち」（作曲・編曲）

- 『学園黙示録 HIGHSCHOOL OF THE DEAD』
  - ED主題歌「Under The Honey Shine」（作曲・編曲）

- 『俺の妹がこんなに可愛いわけがない』
  - BGM
  - 挿入歌「星くず☆うぃっちメルル」（作曲・編曲）
  - ED主題歌「ただいま。」（作曲・編曲）

- 『STAR DRIVER 輝きのタクト』
  - BGM（MONACAと共同）
  - 挿入歌「モノクローム」（作曲・編曲）
  - 挿入歌「木漏れ日のコンタクト」（作曲・編曲）
  - 挿入歌「イノセント・ブルー」（作曲・編曲）
  - 挿入歌「秋色のアリア」（作曲・編曲）

- 『ロボットと美術』
  - BGM

- 『フラクタル』
  - 挿入歌「昼の星」（作曲・編曲）

- 『放浪息子』
  - BGM（岡部啓一と共同）

- 『Aチャンネル（OVA含む）』
  - BGM（MONACAと共同[注 2]）
  - OP主題歌「Morning Arch」（作曲・編曲）
  - ED主題歌「ハミングガール」（作曲・編曲）
  - OVA　OP主題歌「バルーンシアター」（作曲・編曲）

- 『THE IDOLM@STER』
  - OP主題歌「READY!!」（作曲・編曲）

- 『傷物語〈I 鉄血篇〉』
  - BGM

- 『傷物語〈II 熱血篇〉』
  - BGM
  - ED主題歌「étoile et toi」（作曲・編曲）

- 『傷物語〈III 冷血篇〉』
  - BGM
  - ED主題歌「étoile et toi [édition le blanc]」（作曲）

- 『偽物語』
  - BGM
  - 『かれんビー』OP主題歌「二言目」（作曲・編曲）
  - 『かれんビー』OP主題歌「marshmallow justice」（作曲・編曲）
  - 『つきひフェニックス』OP主題歌「白金ディスコ」（作曲・編曲）

- 『夏目友人帳 肆』
  - ED主題歌「たからもの」（作曲・編曲）

- 『アラタなるセカイ』
  - テーマ曲「アラタなるセカイ」（作曲・編曲）

- 『じょしらく』
  - OP主題歌「お後がよろしくって…よ!」（作曲・編曲）
  - キャラクターソング「れんあいこわい」（作曲・編曲）
  - キャラクターソング「なみふせぎ講釈」（作曲・編曲）

- 『探偵オペラ ミルキィホームズ Alternative ONE & TWO』
  - OP主題歌「雨上がりのミライ (Alternative Mix)」（作曲）

- 『絶園のテンペスト』
  - ED主題歌「happy endings」（作曲・編曲）

- 『猫物語（黒）』
  - BGM
  - OP主題歌「perfect slumbers」（作曲・編曲）
  - ED主題歌「消えるdaydream」（作曲・編曲）

- 『ビビッドレッド・オペレーション』
  - ED主題歌「Vivid Shining Sky」（作曲・編曲・コーラス）

- 『スタードライバー THE MOVIE』
  - BGM（MONACAと共同）
  - 挿入歌「光のオクターブ」（作曲・編曲）

- 『俺の妹がこんなに可愛いわけがない。』
  - BGM
  - 挿入歌「ぷらねっと☆ばーすと」（作曲・編曲）
  - 挿入歌「めてお☆いんぱくと」（作曲・編曲）

- 『波打際のむろみさん』
  - OP主題歌「七つの海よりキミの海」（作曲・編曲・曲中のデスヴォイス）

- 『〈物語〉シリーズ セカンドシーズン』
  - BGM
  - 『つばさタイガー』OP主題歌「chocolate insomnia」（作曲・編曲・コーラス）
  - 『まよいキョンシー』OP主題歌「happy bite」（作曲・編曲・コーラス）
  - 『なでこメドゥーサ』『しのぶタイム』ED主題歌「その声を覚えてる」（作曲・編曲）
  - 『なでこメドゥーサ』OP主題歌「もうそう♡えくすぷれす」（作曲・編曲）
  - 『ひたぎエンド』OP主題歌「木枯らしセンティメント」（作曲・編曲）
  - 『ひたぎエンド』OP主題歌「fast love」[注 3]（作曲・編曲）

- 『ニセコイ』
  - 音楽スーパーバイザー（6話まで）

- 『THE IDOLM@STER MOVIE 輝きの向こう側へ!』
  - 主題歌「M@STERPIECE」（作曲・編曲）

- 『Wake Up, Girls! 七人のアイドル』
  - BGM（MONACAと共同）
  - 主題歌「タチアガレ！」（作曲・編曲）
  - 挿入歌「大空のプリズム」（作曲・編曲）

- 『Wake Up, Girls!』
  - BGM（MONACAと共同）
  - OP主題歌「7 Girls War」（田中秀和と共同作曲）

- 『キャプテン・アース』[16]
  - BGM（MONACAと共同）
  - 挿入歌「夢幻の華」（作曲・編曲）

- 『Wake Up, Girls! 青春の影』
  - BGM（MONACAと共同）

- 『Wake Up, Girls! Beyond the Bottom』
  - BGM（MONACAと共同）

- 『暦物語』
  - BGM

- 『モンスターストライク』
  - BGM（第15話～）（広川恵一と共同）

- 『モンスターストライク THE MOVIE はじまりの場所へ』
  - BGM（MONACAと共同）

- 『あんハピ♪』
  - BGM（MONACAと共同）

- 『フレームアームズ・ガール』
  - OP主題歌「Tiny Tiny」（作曲・編曲）

- 『打ち上げ花火、下から見るか? 横から見るか?』
  - BGM
  - 挿入歌「瑠璃色の地球」（編曲）
  - 挿入歌「Forever Friends」（編曲）

- 『終物語』
  - OP主題歌「terminal terminal」（ミトと共同作編曲）
  - OP主題歌「dreamy date drive」（作曲・編曲）

- 『Wake Up, Girls! 新章』
  - BGM（MONACAと共同）
  - 挿入歌「カケル×カケル」（作曲）

- 『Fate/EXTRA Last Encore』
  - BGM
  - OP主題歌「Bright Burning Shout」（作曲・編曲）

- 『BEASTARS』
  - BGM
  - ED主題歌 『Le zoo』（作曲・編曲）

- 『まえせつ!』
  - BGM （MONACAと共同）

- 『Vivy -Fluorite Eye's Song-』
  - BGM[17]
  - OP主題歌「Sing My Pleasure」（作曲・編曲）
  - ED主題歌「Fluorite Eye's Song」（作曲・編曲）
  - 挿入歌「My Code」（作曲）
  - 挿入歌「A Tender Moon Tempo」（ブラスアレンジ）
  - 挿入歌「Galaxy Anthem」（作曲・編曲）
  - 挿入歌「Harmony of One's Heart」（作曲）
  - キャラクターソング「Happiness」（作曲・編曲）
  - キャラクターソング「Present for You」（作曲・編曲）
  - キャラクターソング「Think of You」（作曲・編曲）
  - キャラクターソング「Song for Singer」（作曲・編曲）

- 『阿波連さんははかれない』
  - BGM（MONACAと共同[18]）

- 『オチビサン』
  - BGM

- 『僕らの雨いろプロトコル』
  - BGM（MONACAと共同[19]）

- 『薬屋のひとりごと』
  - BGM（ケビン・ペンキン、桶狭間ありさと共同）
  - 挿入歌「明日を訪ねて」（作曲・編曲）
  - 挿入歌「雪中花」（作曲）
  - 挿入歌「ホトトギス」（作曲）

- 『〈物語〉シリーズ オフ&モンスターシーズン』
  - BGM（羽岡佳と共同）

### 楽曲提供
- MOSAIC.WAV
  - 「A好（ガール）」（作曲・編曲）
- 後藤邑子
  - 「東京エデン」（作曲・編曲）
- sorachoco
  - 「Attention Please!」（作曲）
- 遠藤正明
  - 「Butter-Fly」（編曲）
  - 「スケッチスイッチ」（編曲）
- me to me
  - 「スーパー☆スター」（作曲・編曲）
- 河野マリナ
  - 「FOCUS!FOCUS!」（編曲）
  - 「meet You◎」（編曲）
  - 「February March」（作詞・作曲・編曲）
  - 「a long long letter」（編曲）
  - 「消えるdaydream acoustic ver.」（作曲）
  - 「この優しい世界のなか」（作曲・編曲）
- 中川翔子
  - 「apple universe」（作曲・編曲）
- 花澤香菜
  - 「too late for chocolate」（作曲・編曲）
  - 「trick or treat!」（作曲・編曲）
- ももいろクローバーZ
  - 「サボテンとリボン」（作曲・編曲）
- 竹達彩奈
  - 「Miss. Revolutionist」（作曲・編曲）
- 西川貴教
  - 「awakening」（作曲）

### テレビ番組
- 『MAG・ネット』(NHK BS2)
  - オープニングテーマ「りある りあるが あんりある」（作曲・編曲）
  - エンディングテーマ「少年少女達成団」（作曲・編曲・リコーダー・タンバリン）

### その他
- 『MONACAフェス2016』
  - テーマ曲「おわらない僕らのMusic」（作曲・編曲）
- 『Animelo Summer Live 2018』
  - テーマ曲「Stand by...MUSIC!!!」（作曲・編曲）

## 親族
- 祖父：神前五郎（元大阪大学医学部第二外科教授。定年退官後は、東京都立駒込病院院長および日本外科学会会長を歴任し、日本外科学会名誉会長[20]であった。山崎豊子『白い巨塔』の主人公である財前五郎のモデル。）
- 父親：大阪大学（旧大阪外国語大学外国語学部国際文化学科）教授の神前進一。